# 領銜 (馬)
領銜（日语：タイトルホルダー），是日本純種競賽馬匹。生涯稱霸中長途賽事，曾於2021年勝出菊花賞，其後亦於2022年勝出春季天皇賞及寶塚紀念。而由於其出戰以上賽事時適逢京都競馬場進行翻新工程，菊花賞及春季天皇賞均移師至阪神競馬場舉行，因而其亦成功達成日本賽馬史上史無前例的「阪神三冠」。

## 出賽前
2018年2月10日出生於北海道新日高町岡田牧場，於拍賣會中被馬主山田弘以2160萬日圓購入。
其後交由栗東訓練中心練馬師栗田徹訓練。

## 競賽生涯

### 2歲
2020年10月4日出戰中山競馬場2歲新馬，於其中以優秀的速度奪得首勝利。
其後出戰東京體育盃兩歲錦標，雖然比賽途中一直保持於前方，但於進入直路後被野田小子超越，最終以第二完賽。
12月26日出戰希望錦標，再度於直路上未能保持速度，被野田小子、堅之石及優鶴湖超越下僅獲第四。

### 3歲
2021年首戰爲彌生賞大震撼紀念，比賽開始後隨即搶佔位置進行領放，一直保持優秀下以第一進入直路，其後繼續保持優勢成功抵擋後方速度大師的追擊，以1 1/4馬位取得首個分級賽冠軍。
其後出戰皋月賞，由於上仗的騎師橫山武史選擇策騎由其主戰的樂透心，因而改由田邊裕信代打策騎。比賽開始後，其處於第二的位置展開推進，通過第二彎道後開始加速並取得領先，然而於直路上被後方以凌厲衝刺殺上的樂透心超越，最終獲得第二。
5月30日出戰東京優駿（日本打吡），但於比賽途中不斷墮後，最終以第六完賽。
放草過後出戰聖烈特紀念，比賽途中嘗試一直領放但節奏被打亂，最終失速下以第十三大敗。
10月24日出戰移師至阪神競馬場的菊花賞，即使皋月賞馬樂透心及打吡馬大帝分別因轉戰秋季天皇賞及日本盃而缺席，其仍然僅得第四人氣。比賽開始後，快閘的領銜一早衝出快放，第一次通過終點時經已拉開後方1 1/2馬位的距離。通過第一彎道時，騎師橫山武史故意放慢速度令領銜可以稍作休息，並於最後彎道時再度發力。進入直路後，處於第二的Sefer Rasiel開始跟進發力，後方的一衆賽駒亦準備衝刺。然而領銜此時腳程未見疲倦，其於不斷衝刺之下保持速度，最終成功以一放到底的姿態奪得首個一級賽冠軍。憑借此次勝利，其成爲星雲天空以來暌違23年採用領放戰術贏得菊花賞的賽駒，而當時星雲天空的騎師正是本場領銜騎師橫山武史的父親橫山典弘，兩人亦順理成章地達成了父子制霸。

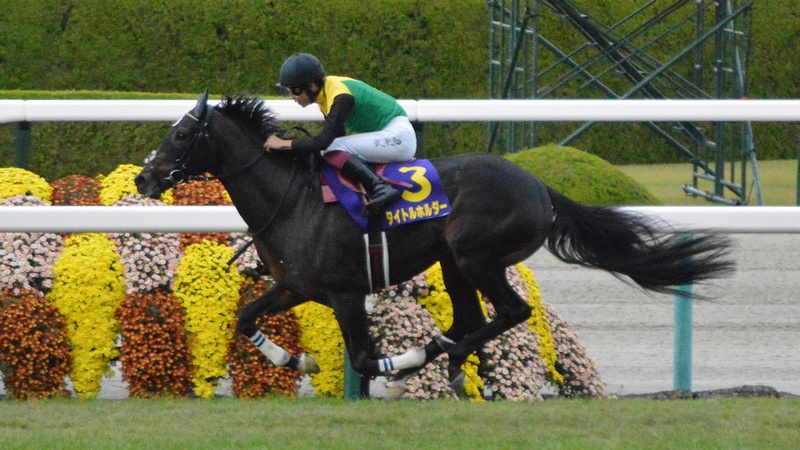
出戰菊花賞的領銜

12月26日出戰有馬紀念，由於橫山武史再度決定策騎樂透心，加上考慮到其後亦會有機會有同樣情況發生，因而主戰騎師之位轉讓予其兄橫山和生。比賽開始後，由於其處於第16檔大外檔，加上前方的本初之海採出更主動的攻勢進行快放，因而其保持於第二的位置穩步向前。進入直路後，其一度取代本次之海成爲領先的賽駒，然而於先行及居中馬勢頭更凌厲的情況下，其隨即被樂透心、緣厚情致等賽駒超越，最終以第五完賽。

### 4歲
2022年初由於在有馬紀念疑似傷及右腳，因而進入短暫休養，並於3月26的日經賞復出。比賽開始後，其仍然採用領放戰術一直帶頭，並保持於直路上保持優秀成功抵擋後方皇庭譜曲的追擊，以頸位優勢壓贏對手取得冠軍。
5月1日出戰春季天皇賞，僅次於贏得前哨戰阪神大賞典之緣厚情摯獲得第二人氣。比賽開始後，順利出閘的領銜隨即於前方領放，在前1000米做出60.5秒的平均步速，通過第一圈後其隨即減速但繼續保持領放的姿態，於中間的1000米做出63.5秒的超慢步速。進入直路後，其憑藉中段放慢成功留力，於直路上運用餘力轟出全場最快的後600米36.4秒末腳之下，成功以7馬位的巨大優勢取得冠軍，亦爲騎師橫山和生取得首個一級賽頭銜。

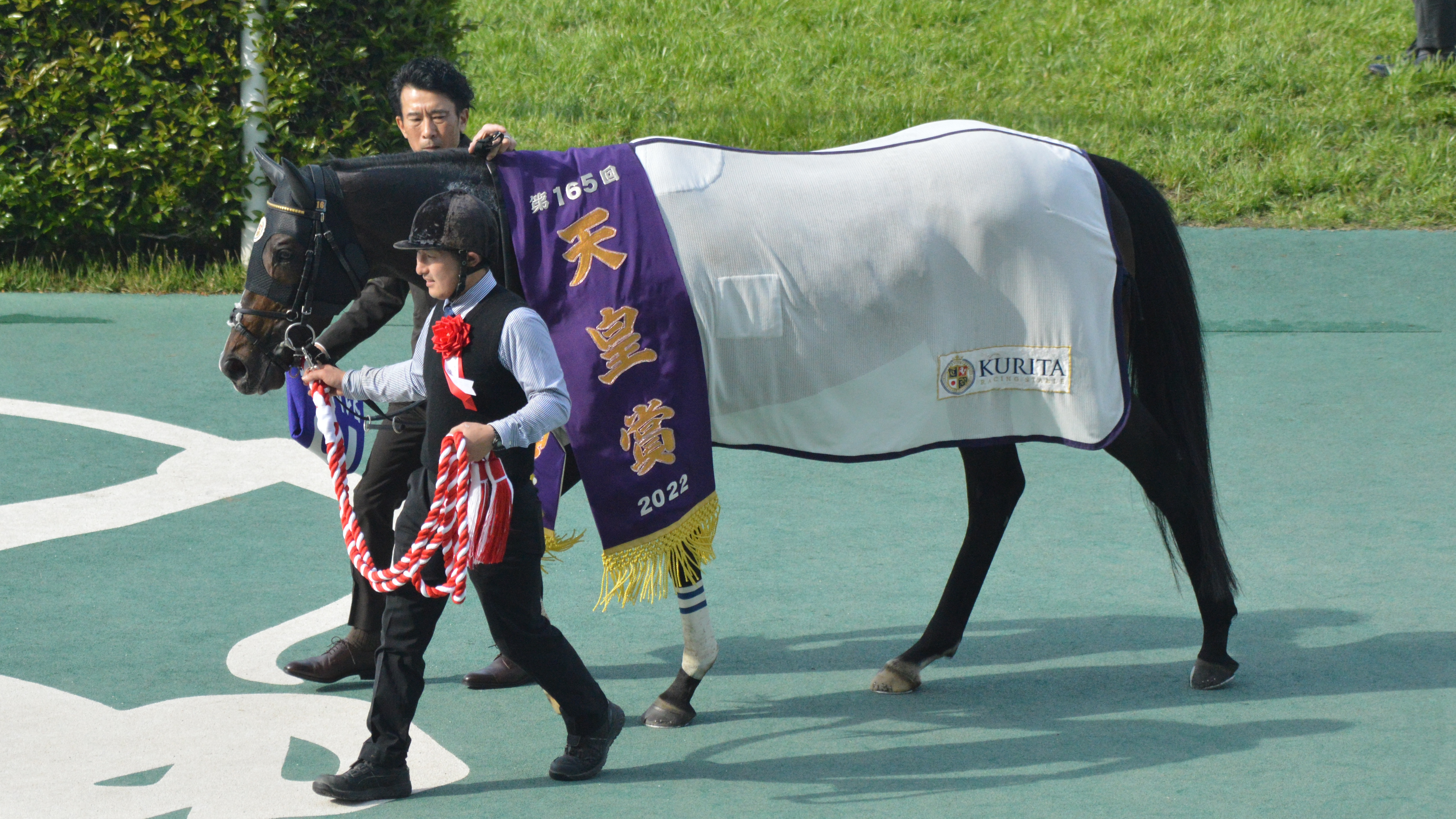
春季天皇賞頒獎儀式

6月26日以馬迷投票第一出戰寶塚紀念，比賽開始後本初之海以更快的速度進行快放，並做出前1000米57.6秒的超快步速。通過第四彎道時，其開始加速衝刺，超越失速的本初之海奪得領先，隨後保持速度下成功抵擋滂薄無比的追擊，以破紀錄的2分9.7秒取得第三個一級賽冠軍。

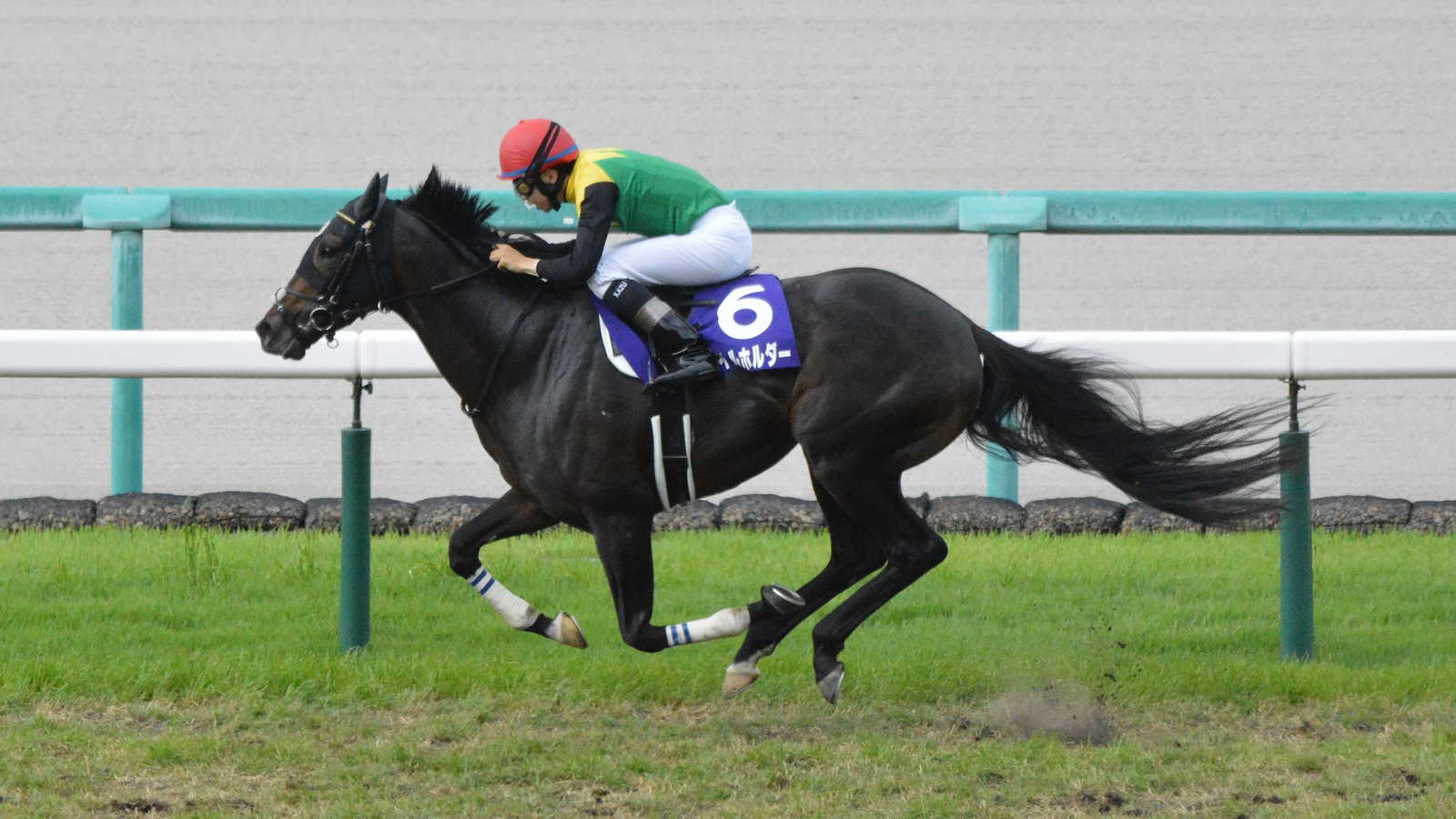
出戰寶塚紀念的領銜

10月2日按照計劃出戰凱旋門大賽，雖然比賽初段選擇領放戰術並順利帶出，但最終仍然於直路失速以第十一完賽。
12月25日出戰有馬紀念，比賽初段仍然選擇領放，但於第四彎道時候開始失速，最終僅獲第九。
年末，由於其在春季時候的優秀表現，於評選中以280票當選最佳4歲及以上雄馬。

### 5歲
2023年首戰爲日經賞，於其中成功展開快放，並以拉開後方8馬位的巨大優秀成功連霸。
4月30日出戰春季天皇賞，作爲上屆盟主其成功獲得第一人氣。比賽開始後，其和第17檔的非洲寶金爭奪位置進行領放。然而其通過第三彎道時突然失速，騎師橫山和生更於第四彎道拉停其並下馬，賽會隨即宣判其比賽中止。賽後即時檢查後其除了右邊身體僵硬及右前腳不良於行外無其他問題，陣營保險起見安排其前往北海道放草休養，並於其放草途中安排X光檢查，確認其肌腱及韌帶並無大礙。
9月24日復出出戰產經賞，比賽初段快閘之下搶前領放，並於通過第一至第二彎道時候拉開後方些少距離。進入對面直路後，其繼續保持穩定的步速領放，並於通過第三彎道時稍微減速保留體力。進入直路後，其繼續保持速度於前方從前，可惜仍然被後方強襲的利森名園超越，以1 1/4馬位落敗得第二。
其後出戰日本盃，比賽初段由於本初之海以更快的速度搶佔先頭位置進行快放，導致領銜只能保持於第二的位置逐步推進。比賽中段，雖然前方的本初之海逐步提速拉開距離，但其並未跟隨對手的步伐前進，意思繼續保持於第二的位置。進入直路後，其隨即於內欄嘗試加速，然而受到剛才較快的保持影響下開始力弱，最終未能保持位置下被春秋分、自由島、星映天下及勝局在望超越，以第五的戰績完賽。
12月24日出戰有馬紀念並確以此作爲退役戰，比賽初段其以一貫的快節奏搶佔位置並展開領放，比賽途中逐步拉開和後方對手的距離，於第四彎道時候甚至和後方有約莫6馬位的差距。進入直路後，其仍然於前方內欄位置堅持，可惜逐步力約之下未能力拒勝局在望及星映天下的來襲，最終以第三完成了最後一役。
而當日，其於中山競馬場所有賽事結束後，隨即在內舉行退役儀式，並正式取消日本中央競馬會的賽駒註冊。

### 詳細賽績
| 日期       | 舉辦國家 | 馬場     | 距離   | 級別 | 賽事名稱           | 負重 | 騎師     | 馬號 | 出馬 | 名次     | 時間     | 頭馬（二馬） |
| ---------- | -------- | -------- | ------ | ---- | ------------------ | ---- | -------- | ---- | ---- | -------- | -------- | ------------ |
| 4/10/2020  | 日本     | 中山     | 草1800 |      | 2歲新馬            | 55   | 戶崎圭太 | 5    | 14   | 1        | 1:51.4   | （講禮貌）   |
| 23/11/2020 | 日本     | 東京     | 草1800 | GIII | 東京體育盃兩歲錦標 | 55   | 戶崎圭太 | 2    | 10   | 2        | 1:47.7   | 野田小子     |
| 26/12/2020 | 日本     | 中山     | 草2000 | GI   | 希望錦標           | 55   | 戶崎圭太 | 11   | 15   | 4        | 2:03.3   | 野田小子     |
| 7/3/2021   | 日本     | 中山     | 草2000 | GII  | 彌生賞大震撼紀念   | 56   | 橫山武史 | 4    | 10   | 1        | 2:02.0   | （速度大師） |
| 18/4/2021  | 日本     | 中山     | 草2000 | GI   | 皋月賞             | 57   | 田邊裕信 | 13   | 16   | 2        | 2:01.1   | 樂透心       |
| 30/5/2021  | 日本     | 東京     | 草2400 | GI   | 東京優駿           | 57   | 田邊裕信 | 14   | 17   | 6        | 2:23.1   | 大帝         |
| 20/9/2021  | 日本     | 中山     | 草2200 | GII  | 聖烈特紀念         | 56   | 横山武史 | 7    | 14   | 13       | 2:13.6   | 淺間發威     |
| 24/10/2021 | 日本     | 阪神     | 草3000 | GI   | 菊花賞             | 57   | 横山武史 | 3    | 18   | 1        | 3:04.6   | （堅之石）   |
| 26/12/2021 | 日本     | 中山     | 草2500 | GI   | 有馬紀念           | 55   | 橫山和生 | 16   | 16   | 5        | 2:32.5   | 樂透心       |
| 26/3/2022  | 日本     | 中山     | 草2500 | GII  | 日經賞             | 57   | 横山和生 | 11   | 15   | 1        | 2:35.4   | （皇庭譜曲） |
| 1/5/2022   | 日本     | 阪神     | 草3200 | GI   | 春季天皇賞         | 58   | 横山和生 | 16   | 18   | 1        | 3:16.2   | （緣厚情摯） |
| 26/6/2022  | 日本     | 阪神     | 草2200 | GI   | 寶塚紀念           | 58   | 横山和生 | 6    | 17   | 1        | 2:09.7   | （滂薄無比） |
| 2/10/2022  | 法國     | 巴黎隆尚 | 草2400 | GI   | 凱旋門大賽         | 59.5 | 横山和生 | 11   | 20   | 11       | 2:38.12  | 登山英雌     |
| 25/12/2022 | 日本     | 中山     | 草2500 | GI   | 有馬紀念           | 57   | 横山和生 | 13   | 16   | 9        | 2:34.1   | 春秋分       |
| 25/3/2023  | 日本     | 中山     | 草2500 | GII  | 日經賞             | 59   | 横山和生 | 2    | 12   | 1        | 2:36.8   | （皇庭譜曲） |
| 30/4/2023  | 日本     | 京都     | 草3200 | GI   | 春季天皇賞         | 58   | 横山和生 | 3    | 17   | 比賽中止 | 比賽中止 | 駿天宮       |
| 24/9/2023  | 日本     | 中山     | 草2200 | GII  | 產經賞             | 58   | 橫山和生 | 2    | 15   | 2        | 2:12.2   | 利森名園     |
| 26/11/2023 | 日本     | 東京     | 草2400 | GI   | 日本盃             | 58   | 橫山和生 | 3    | 18   | 5        | 2:23.1   | 春秋分       |
| 24/12/2023 | 日本     | 中山     | 草2500 | GI   | 有馬紀念           | 58   | 橫山和生 | 4    | 16   | 3        | 2:31.2   | 勝局在望     |

## 退役後
退役後，領銜成為了配種馬，於北海道新日高町Rex Stud休養，在2024年進行配種，首批子嗣將於2025年出生。首批子嗣可於2027年出賽。

## 血統簡介
父系大鳴大放為日本賽駒，生涯戰績優秀，曾勝出皋月賞及東京優駿（日本打吡），退役後配種成績亦極爲優秀。祖父夏威夷王亦是日本賽駒，生涯戰績極爲優秀，僅得一戰未能獲勝，曾勝出一級賽NHK一哩賽及東京優駿（日本打吡），爲日本史上首匹贏得變則二冠的賽駒。
母系Mowen為日本賽駒，生涯戰績不俗，雖然僅勝出五場頭馬，但成功突破條件戰級別。外祖父發動力為英國賽駒，生涯戰績優秀，曾勝出一級賽葉森打吡大賽及馬報錦標。

### 血統表
| 父線：金滿寶系（淘金者系）               |                              |                 |              |
| 種馬 大鳴大放 2012年（棗色）             | 夏威夷王 2001年（棗色）      | 金滿寶          | 淘金者       |
| 種馬 大鳴大放 2012年（棗色）             | 夏威夷王 2001年（棗色）      | 金滿寶          | Miesque      |
| 種馬 大鳴大放 2012年（棗色）             | 夏威夷王 2001年（棗色）      | Manfath         | 最後大官     |
| 種馬 大鳴大放 2012年（棗色）             | 夏威夷王 2001年（棗色）      | Manfath         | Pilot Bird   |
| 種馬 大鳴大放 2012年（棗色）             | Admire Groove 2000年（棗色） | 週日寧靜        | Halo         |
| 種馬 大鳴大放 2012年（棗色）             | Admire Groove 2000年（棗色） | 週日寧靜        | Wishing Well |
| 種馬 大鳴大放 2012年（棗色）             | Admire Groove 2000年（棗色） | 氣槽            | 東來兵       |
| 種馬 大鳴大放 2012年（棗色）             | Admire Groove 2000年（棗色） | 氣槽            | Dyna Carle   |
| 繁殖雌馬 Mowen 2008年（棗色）            | 發動力 2002年（棗色）        | 望族            | 鞍匠井       |
| 繁殖雌馬 Mowen 2008年（棗色）            | 發動力 2002年（棗色）        | 望族            | Floripedes   |
| 繁殖雌馬 Mowen 2008年（棗色）            | 發動力 2002年（棗色）        | Out West        | Gone West    |
| 繁殖雌馬 Mowen 2008年（棗色）            | 發動力 2002年（棗色）        | Out West        | Chellingoua  |
| 繁殖雌馬 Mowen 2008年（棗色）            | Top Table 1989年（棗色）     | Shirley Heights | 水車礁石     |
| 繁殖雌馬 Mowen 2008年（棗色）            | Top Table 1989年（棗色）     | Shirley Heights | Hardiemma    |
| 繁殖雌馬 Mowen 2008年（棗色）            | Top Table 1989年（棗色）     | Lora's Guest    | Be My Guest  |
| 繁殖雌馬 Mowen 2008年（棗色）            | Top Table 1989年（棗色）     | Lora's Guest    | Lora         |
| 雌系：Mumtaz Mahal系（號族：9-c）        |                              |                 |              |
| 五代內近親交配：淘金者 4×5、北地舞人 5×5 |                              |                 |              |

## 命名由來
名字Titleholder（タイトルホルダー）意思是：「稱號的保持者」，香港則取其意，以「領銜」作為翻譯。

## 外部連結
- 領銜 netkeiba.com （页面存档备份，存于）
- 血統表 （页面存档备份，存于）